# (2914) Glärnisch
(2914) Glärnisch est un astéroïde de la ceinture principale.

## Description
(2914) Glärnisch est un astéroïde de la ceinture principale. Il fut découvert le 19 septembre 1965 à l'observatoire Zimmerwald par Paul Wild. Il présente une orbite caractérisée par un demi-grand axe de 2,26 UA, une excentricité de 0,13 et une inclinaison de 3,0° par rapport à l'écliptique.

## Compléments